# Espionaje

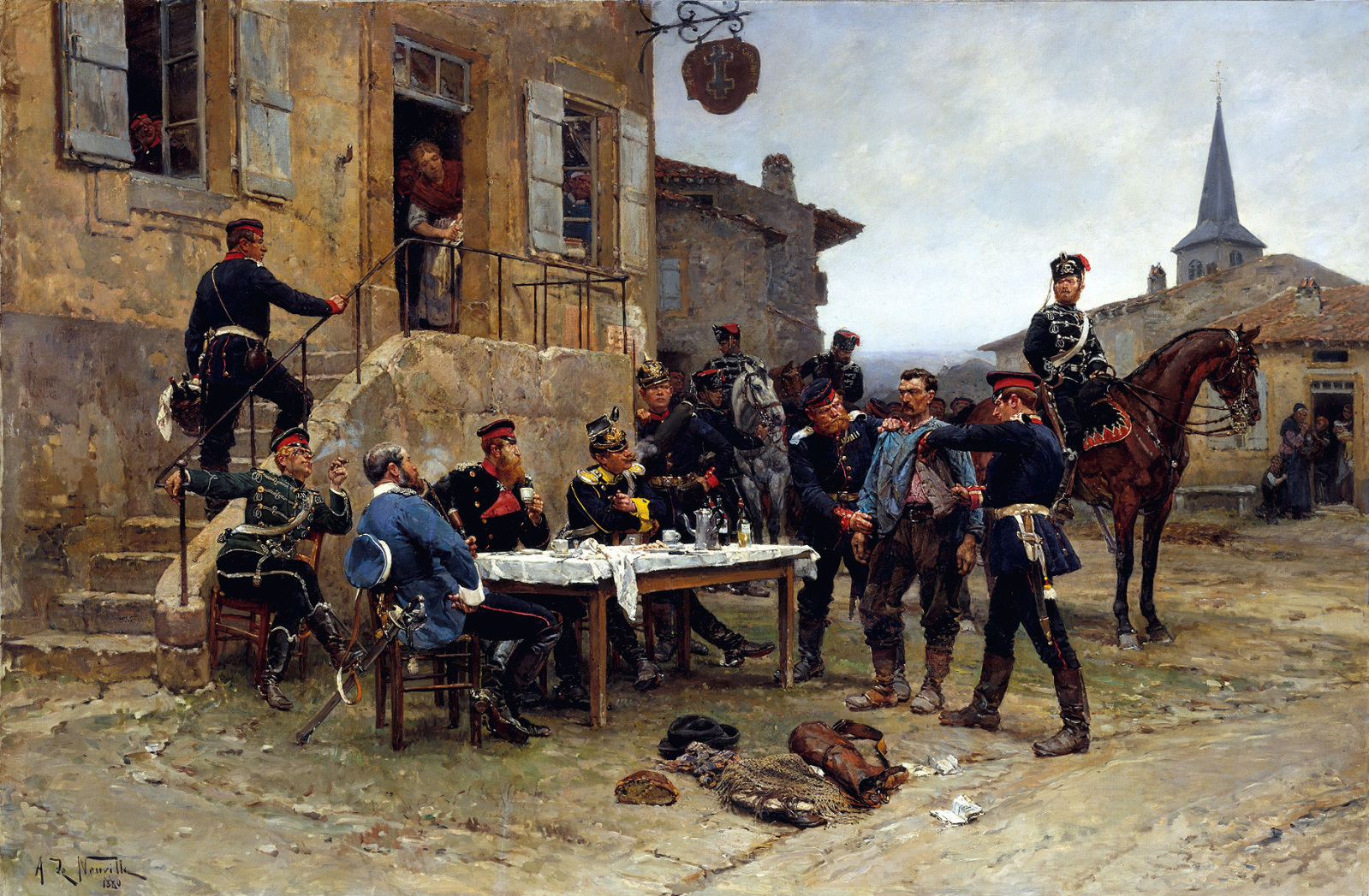
Espía francés capturado durante la guerra franco-prusiana.

Se denomina espionaje a la práctica y al conjunto de técnicas asociadas a la obtención encubierta de datos, de información confidencial o de cualquier género de secretos. Las técnicas comunes del espionaje han sido históricamente la infiltración y la penetración, en ambas es posible el uso del soborno y el chantaje.
El espionaje es a menudo parte de un esfuerzo institucional por parte de un gobierno o empresa comercial. Sin embargo, el término tiende a asociarse con el espionaje estatal sobre enemigos reales o potenciales con fines militares. El espionaje que involucra a corporaciones se conoce como espionaje industrial.
Una de las formas más efectivas de recopilar datos e información sobre una organización objetivo es infiltrarse en sus filas. Este es el trabajo del espía (agente de espionaje). Luego, los espías pueden devolver información como el tamaño y la fuerza de las fuerzas enemigas. También pueden encontrar disidentes dentro de la organización e influir en ellos para que proporcionen más información o deserten. En tiempos de crisis, los espías roban tecnología y sabotean al enemigo de varias formas. La contrainteligencia es la práctica de frustrar el espionaje enemigo y la recopilación de inteligencia. Casi todas las naciones tienen leyes estrictas sobre el espionaje y la pena por ser atrapado suele ser severa. Sin embargo, los beneficios obtenidos a través del espionaje suelen ser tan grandes que la mayoría de los gobiernos y muchas grandes corporaciones hacen uso de él.

## Historia

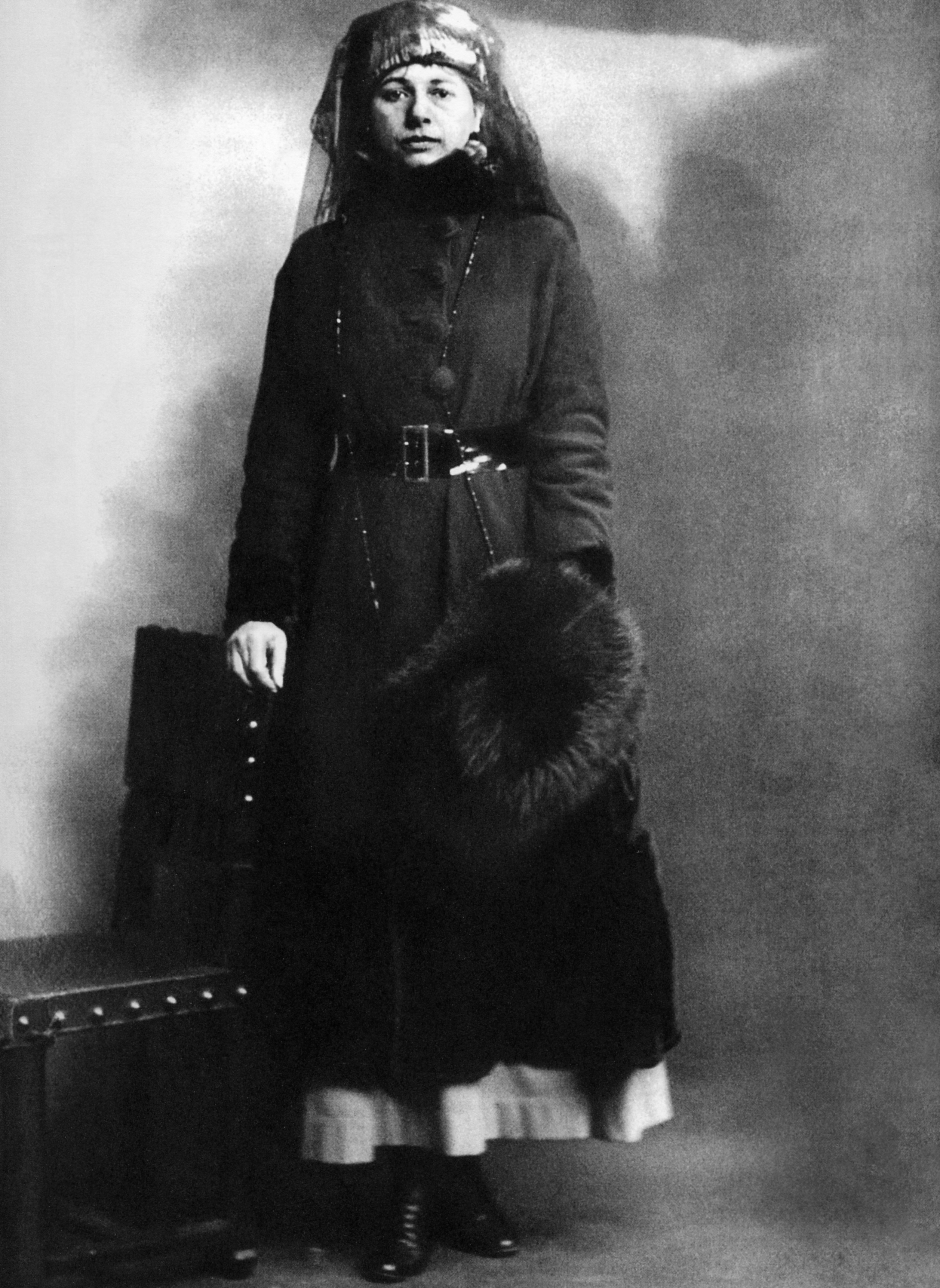
Mata Hari, una espía de la Primera Guerra Mundial, el día de su arresto el 13 de febrero de 1917.

Desde la antigüedad se ha reconocido la importancia del espionaje en los asuntos militares.
El documento clasificado más antiguo que se conoce fue un informe realizado por un espía disfrazado de enviado diplomático en la corte del rey Hammurabi, que murió alrededor del año 1750 a. C. Los antiguos egipcios tenían un servicio secreto desarrollado, y el espionaje se menciona en la Ilíada', la Biblia y las cartas de Amarna, así como sus grabaciones en la historia del Antiguo Testamento, Los doce espías. El espionaje también era frecuente en el mundo grecorromano, cuando los espías empleaban a súbditos analfabetos en funcionariado. [cita requerida]
La tesis de que el espionaje y la inteligencia tienen un papel central tanto en la guerra como en la paz fue expuesta por primera vez en El arte de la guerra y en el Arthashastra. En la Edad Media los Estados europeos destacaron en lo que más tarde se ha denominado contrasubversión, cuando se organizaron inquisiciones católicas para aniquilar herejías. Las inquisiciones se caracterizaban por la organización centralizada de interrogatorios masivos y el registro detallado de los hechos. Durante el Renacimiento los Estados europeos financiaron a los descifradores de códigos para obtener información mediante análisis de frecuencias. El espionaje occidental cambió radicalmente durante el Renacimiento, cuando las ciudades-estado italianas instalaron embajadores residentes en las capitales para recabar información. La Venecia renacentista llegó a estar tan obsesionada con el espionaje que el Consejo de los Diez, que nominalmente era responsable de la seguridad, ni siquiera permitía al doge consultar libremente los archivos del gobierno. En 1481, el Consejo de los Diez prohibió a todos los funcionarios del gobierno veneciano ponerse en contacto con embajadores o extranjeros. Aquellos que revelaran secretos oficialess podían enfrentarse a la pena de muerte. Venecia se obsesionó con el espionaje porque el éxito del comercio internacional exigía que la ciudad-estado pudiera proteger sus secretos comerciales. Bajo el reinado de la reina Isabel I de Inglaterra (reino 1558 - 1603), Francis Walsingham (circa 1532-1590) fue nombrado secretario de Asuntos Exteriores y jefe de Inteligencia. El novelista y periodista Daniel Defoe (fallecido en 1731) no solo espió para el gobierno británico, sino que también desarrolló una teoría del espionaje que prefiguraba los métodos modernos del estado policial.
Durante la Revolución Americana, Nathan Hale y Benedict Arnold alcanzaron su fama como espías, y hubo un uso considerable de espías durante la Guerra Civil en Estados Unidos.  Aunque no era un espía, George Washington fue el primer maestro espía de América, utilizando tácticas de espionaje contra los británicos.

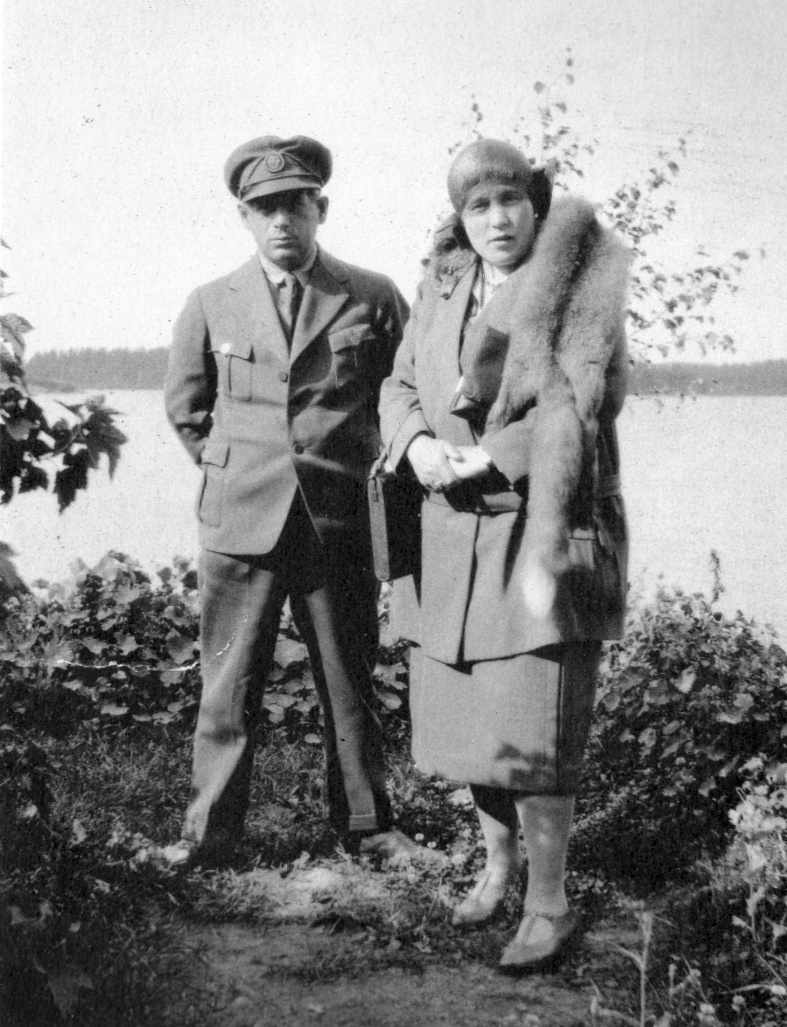
Madame Minna Craucher (derecha), una finlandesa socialite y espía, con su chófer Boris Wolkowski (izquierda) en 1930.

En el siglo XX, en plena Primera Guerra Mundial, todas las grandes potencias excepto Estados Unidos contaban con elaborados sistemas de espionaje civil y todos los establecimientos militares nacionales disponían de unidades de inteligencia. Para proteger al país contra los agentes extranjeros, el Congreso de Estados Unidos aprobó la Ley de Espionaje de 1917. Mata Hari, que obtuvo información para Alemania seduciendo a funcionarios franceses, fue la agente de espionaje más conocida de la Primera Guerra Mundial. Antes de la Segunda Guerra Mundial, la Alemania y el Japón imperial establecieron elaboradas redes de espionaje. En 1942, el general William J. Donovan fundó la Oficina de Servicios Estratégicos. Sin embargo, el sistema británico fue la piedra angular de la inteligencia aliada. Numerosos grupos de la resistencia, como el austriaco Maier-Grupo Messner, la Resistencia Francesa, la Brigada Witte, Milorg y el Ejército Nacional polaco trabajaron contra la Alemania nazi y proporcionaron a los servicios secretos aliados información muy importante para el esfuerzo bélico.
Desde el final de la Segunda Guerra Mundial, la actividad del espionaje se ha ampliado, en gran parte a raíz de la Guerra Fría entre Estados Unidos y la antigua URSS. El Imperio Ruso y su sucesora, la Unión Soviética han tenido una larga tradición de espionaje que va desde la Okhrana hasta el KGB (Comité para la Seguridad del Estado), que también actuaba como policía secreta. En Estados Unidos, la Ley de Seguridad Nacional de 1947 creó la Agencia Central de Inteligencia (CIA) para coordinar la inteligencia y la Agencia de Seguridad Nacional para la investigación de códigos y comunicaciones electrónicas. Además de éstas, Estados Unidos cuenta con otras 13 agencias de recopilación de información; la mayor parte del gasto estadounidense en recopilación de información se destina a diversas agencias del Departamento de Defensa y sus programas. En virtud de la reorganización de la inteligencia de 2004, el director de la inteligencia nacional es responsable de supervisar y coordinar las actividades y los presupuestos de las agencias de inteligencia estadounidenses.
En la Guerra Fría, los casos de espionaje incluyeron a Alger Hiss y Whittaker Chambers y el Caso Rosenberg. En 1952 los chinos comunistas capturaron a dos agentes de la CIA, y en 1960 Francis Gary Powers, que volaba en una misión de reconocimiento a bordo de un avión U-2 sobre la Unión Soviética para la CIA, fue derribado y capturado. Durante la Guerra Fría, muchos funcionarios de los servicios de inteligencia soviéticos desertaron a Occidente, entre ellos el general Walter Krivitsky, Victor Kravchenko, Vladimir Petrov, Peter Deriabin Pawel Monat, y Oleg Penkovsky, del GRU. Entre los funcionarios occidentales que desertaron a la Unión Soviética se encuentran Guy Burgess y Donald D. Maclean de Gran Bretaña en 1951, Otto John de Alemania Occidental en 1954, William H. Martin y Bernon F. Mitchell, criptógrafos estadounidenses, en 1960, y Harold (Kim) Philby de Gran Bretaña en 1962. El reconocimiento estadounidense de sus vuelos U-2 y el intercambio de Francis Gary Powers por Rudolf Abel en 1962 implicaron la legitimidad de cierto espionaje como brazo de la política exterior.
China cuenta con un programa de inteligencia muy rentable que resulta especialmente eficaz para vigilar a países vecinos como Mongolia, Rusia e India. Los países más pequeños también pueden montar esfuerzos de espionaje eficaces y focalizados. Por ejemplo, el Los comunistas vietnamitas dispusieron sistemáticamente de una inteligencia superior durante la guerra de Vietnam. Algunos países islámicos, como Libia, Irán y Siria, también cuentan con operaciones muy desarrolladas. SAVAK, la policía secreta de la dinastía Pahlavi, era especialmente temida por los disidentes iraníes antes de la Revolución iraní de 1979.

## Métodos y terminología

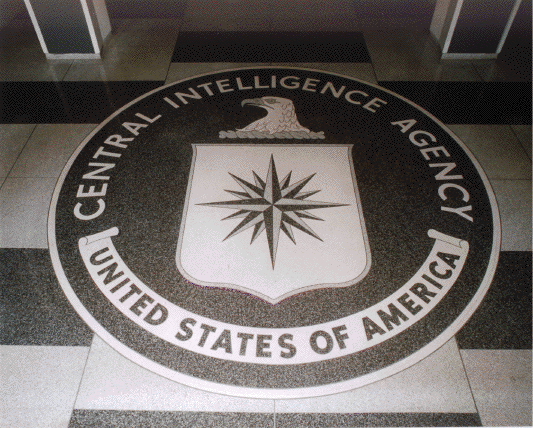
La Agencia Central de Inteligencia (CIA) de EE. UU. es la más famosa del mundo.

Aunque los medios de comunicación puedan hablar de «satélites espía» y términos similares, el espionaje no es un sinónimo del conjunto de disciplinas de obtención de inteligencia, sino una forma específica de inteligencia humana (conocida también por el acrónimo inglés HUMINT).
En este ámbito, se emplean los siguientes métodos:
- La infiltración es la técnica utilizada para introducir unidades propias en las filas del contrario o blanco, para que suministren información de interés inmediato o potencial sobre las actividades, capacidades, planes, proyectos, etc. del contrario. También podría decirse que es la acción que consiste en la utilización de una persona, conocida como topo, cuyo cometido básico es ganarse la confianza de aquellos que poseen la información para tener acceso a la misma.
- La penetración es la técnica que consiste en lograr la colaboración consciente o inocente de un miembro de la organización o grupo contrario con el fin de que proporcione datos e información confidencial del grupo al que pertenece. Generalmente, esta actividad se realiza de forma encubierta y emplea personas reclutadas que han sido persuadidas para trabajar en secreto en contra de su propia organización por diferentes motivaciones: ideológicas, económicas, morales, religiosas o personales. A la penetración le precede un estudio o selección de personas con acceso a lo que se quiere conocer, sus motivaciones y vulnerabilidades. Con posterioridad, se provoca un acercamiento, a través de terceros, de apariencia casual por parte de un agente de inteligencia o reclutador quien inicia un proceso denominado «desarrollo de la fuente», dirigido a cultivar la confianza del futuro informante y prepararlo para la propuesta de colaboración futura.

De ambos métodos, las agencias de inteligencia y los diferentes servicios de espionaje prefieren la penetración, dado que es más segura y requiere un menor esfuerzo logístico que la infiltración.[cita requerida]
La preocupación en el espionaje industrial y de personas ha llevado al diseño de las Salas Tempest y protección tempest para empresas y ordenadores, por el robo de datos de personas famosas y de empresas. Por ejemplo, esta protección está presente en los ordenadores de las consultas de la medicina pública o seguridad social en España.

## Instrumentos para el manejo de fuentes humanas

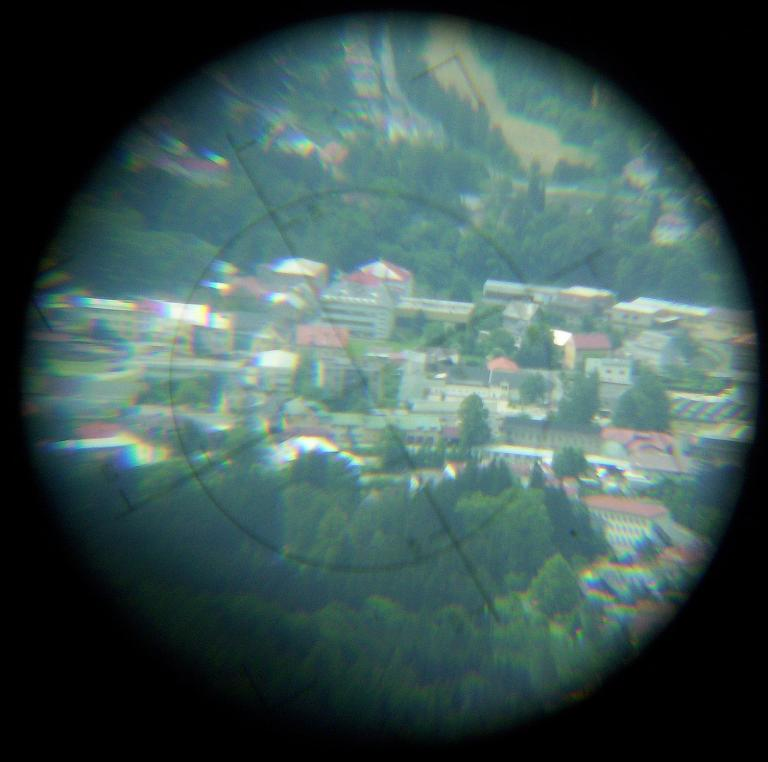
Una mirilla de una cámara

- El soborno es la compra de la información con dinero u otros medios. Se trata de un método muy empleado en la técnica de penetración.
- En caso de que se emplee la coacción para obtenerla, a esta técnica se le denomina chantaje. Habitualmente se emplea información de carácter personal acerca del chantajeado para forzar su colaboración.

En cualquier caso, dichas técnicas se basaban en la utilización de informantes , que como tales personas, son susceptibles de ser utilizadas y cuyos datos son acopiados por agentes de inteligencia quienes remiten informes una «central de análisis» que tiene la misión de separar los hechos concretos, de las suposiciones o aportes subjetivos del informante, comparar los datos recibidos (exactos, inexactos, completos o incompletos) con los hechos conocidos y verificados a fin de dar una clasificación sobre la exactitud de la información recibida y sobre la veracidad de la fuente.
"En el pasado del espionaje, cabe destacar el avance soviético. El espionaje internacional impartido por la Unión Soviética se basaba en varios métodos de fuente humana como:
- Rezidents: intrusos que elaboraban algún trabajo regulador como, constructores, plomeros; pero que su verdadero objetivo era ser la conexión entre la embajada y las delegaciones entrantes. Estos daban hogar para los ilegales que venían de paso y que su objetivo era entrar de manera ilegal a los ejes enemigos del orbe soviético.

- Ilegales: personas con estudios en áreas de la ingeniería y ciencia encargados de infiltrarse a los países enemigos para recaudar información científica y política del país en el que habitaban. Estos eran cubiertos por los Rezidents que habitaban de manera legal.

- Buzones: forma en la cual los Rezidents se transmitían información. Estos podían ser sobres dejados en basureros de parques de área común. Muchos de estos tenían adheridos implantes magnéticos; con el objetivo de ser adheridos a los bordes de los basureros y pasar desapercibidos por las personas de origen común.

- Mensajeros: Habitantes del país de origen que laboraban para la Unión Soviética; ellos en tiempo de paz colaboraban el envío de dinero, documentos, equipos de operaciones etc.

Conexión entre Rezident y espía en general: cabe destacar aunque se aleja del tema el avance creado por la Unión Soviética. La instalación de radio por onda ultra corta (UHF) se emplea por comunicación entre los agentes y los Rezidents o entre los mismos Rezidents. Este se basa en el envío de un mensaje de voz corto. Con el fin de encontrarse o enviar su posición al compañero. Este es indetectable debido a que se usa solamente en distancias cortas y su contenido es muy bajo para ser detectado.

## Nociones sobre inteligencia de señales
Con el desarrollo de las nuevas tecnologías, han aparecido técnicas que permiten obtener información objetiva como fotografías, conversaciones, etc. sin intervención humana. Así, existe hoy día una floreciente industria destinada a facilitar sofisticados medios tecnológicos, desde satélites espía hasta microcámaras, tanto para el espionaje como para la protección de la información. Laptops, computadoras y celulares también constituyen en la actualidad medios tecnológicos espías que se encargan de grabar, audio, vídeo, receptar datos, ideología y pensamiento a través del Internet y constituir un medio de rastreo.

## Aplicaciones comerciales del espionaje
El espionaje industrial es la obtención ilícita de información relativa a la investigación, desarrollo y fabricación de prototipos, mediante las cuales las empresas pretenden adelantarse a sus competidores en la puesta en el mercado de un producto novedoso. La creciente reducción de los plazos transcurridos entre la idea novedosa y la puesta en el mercado del producto, así como la cada día mayor obsolescencia de los productos de las nuevas tecnologías, hacen que estos sectores industriales sean el caldo de cultivo ideal para este tipo de actividades ilícitas.
Igualmente, con la aparición de los nuevos medios de transmisión de la información, del que internet es uno de los más populares exponentes, se encuentran en auge las técnicas para codificar la información, no solo técnica sino incluso privada, que dificultan la decodificación de un mensaje interceptado por un tercero.

## Espías destacados en la historia
- Joseph Fouche
- Mata Hari
- Joan Pujol
- Leopold Trepper
- Oleg Penkovski
- Tamara Bunke
- Policarpa Salavarrieta
- Hercules Mulligan
- Eli Cohen
- Ashraf Marwan
- Richard Sorge